# Proyecto Lyra
El Proyecto Lyra es un proyecto de exploración de  objetos interestelares iniciado el 30 de octubre de 2017 por la Iniciativa de Estudios Interestelares (i4is) principalmente sobre la viabilidad de una misión a objetos interestelares como el ʻOumuamua y el 2I/Borisov. En enero de 2022, distintos científicos propusieron que una nave espacial lanzada desde la Tierra podría alcanzar 'Oumuamua en 26 años para realizar más estudios.

## Descripción general
Inicialmente se propuso el envío de una nave espacial a ʻOumuamua en un plazo de 5 a 10 años, basándose en la posibilidad de un lanzamiento en 2021, que requería un sobrevuelo a Júpiter, seguido de un acercamiento solar de entre 3 y 10 radios solares para aprovechar el Efecto Oberth. Investigaciones posteriores revelaron otras posibilidades de lanzamiento, especialmente en 2030 o 2033 utilizando el mismo escenario (excepto que el lanzamiento de 2030 tiene una maniobra de V-infinity Leveraging adicional), pero con una duración total de vuelo de 22 años. Por lo tanto, todavía hay oportunidades futuras para una misión a 'Oumuamua.
También se exploraron otras trayectorias alternativas, todas las cuales utilizaron el Júpiter Oberth, que es mucho menos complicado técnicamente que el del Solar Oberth previamente asumido. Dependiendo de la combinación de asistencia gravitatoria elegida, los años de lanzamiento oscilan entre 2026 y 2033.
Alternativamente existen opciones más avanzadas, como una vela solar, una vela láser o propulsión nuclear.

## Oberth solar
Al principio se pensó que Oumuamua viajaba demasiado rápido para que cualquier nave espacial existente pudiera alcanzarlo.
La Iniciativa de Estudios Interestelares (i4is) lanzó el Proyecto Lyra para evaluar la viabilidad de una misión a ʻOumuamua. Se sugirieron varias opciones para enviar una nave espacial a 'Oumuamua en un plazo de 5 a 25 años.
El desafío es llegar al asteroide en un tiempo razonable y (por tanto a una distancia razonable desde la Tierra), aun así, poder obtener información científica útil. Para hacer esto, la desaceleración la nave espacial en ʻOumuamua sería muy deseable, pero hay poco conocimiento en relación con vuelos espaciales a hipervelocidad.  Si la nave de investigación va demasiado rápido, no podrá entrar en órbita ni aterrizar en el asteroide y lo pasará volando. Los autores concluyen que, aunque desafiante, una misión de encuentro sería factible utilizando tecnología a corto plazo. Seligman y Laughlin adoptan un enfoque complementario al estudio Lyra, pero también concluyen que tales misiones, aunque difíciles de montar, son factibles y científicamente atractivas.
Una opción es utilizar primero un sobrevuelo a Júpiter, seguido de un sobrevuelo solar cercano a 3 radios solares, para aprovechar el efecto Oberth. Propuestas posteriores han relajado la distancia hasta 10 radios solares.
Las investigaciones iniciales indicaron que una nave espacial con una masa de decenas de kilogramos, podría haber utilizado un escudo térmico como el de la sonda solar Parker y un lanzador de clase Falcon Heavy con una trayectoria que incluía un sobrevuelo propulsado por Júpiter y una maniobra Solar Oberth, este vuelo podría haber sido capaz de llegar a ʻOumuamua, si se hubiera lanzado en 2021.
Sin embargo, investigaciones posteriores revelaron que habrán más oportunidades para misiones a 'Oumuamua, utilizando un Solar Oberth en a 6 radios solares, siendo el más cercano en 2030/2033 - la elección del año depende de si la trayectoria explota una maniobra de apalancamiento de 3 años o no. Se trata de vuelos con duraciones superiores a 20 años que, si bien son prolongados, conviene situarlos en el contexto de las sondas Voyager, lanzadas hace más de 45 años y que todavía hoy, en cierta medida, siguen operativas.

## Júpiter Oberth
Investigaciones adicionales realizadas por el equipo del Proyecto Lyra revelaron que existen misiones viables a 'Oumuamua en el futuro, con lanzamiento, por ejemplo, en 2028, y no necesariamente requieren un Solar Oberth, sino que explotan un sobrevuelo motorizado de Júpiter, también conocido como Júpiter Oberth.

## Otras opciones
También se han considerado opciones más avanzadas como la propulsión eléctrica solar, láser, la propulsión de velas láser basada en la tecnología Breakthrough Starshot y la propulsión nuclear.